# Голова Франца Кафки
«Голова Франца Кафки» (чеш. Hlava Franze Kafky) — скульптура в виде головы немецкоязычного писателя Франца Кафки авторства Давида Черни, произведение кинетического искусства. Установлена в Праге возле торгового центра «Quadrio». Открытие состоялось 31 октября 2014 года — в тот же день, что и открытие торгового центра.
Скульптура высотой 10,6 метров, из которых 2,8 метра — высота постамента, сделана из нержавеющей стали с зеркальным блеском и весит 39 тонн (24 тонны составляет масса нержавеющей стали) и состоит из 42 фигурных стальных панелей, вращающихся независимо друг от друга с максимальной скоростью 6 оборотов в минуту. Скорость вращения панелей регулируется удалённо, при этом в алгоритме движения запрограммировано множество вариаций. Внутри скульптуры находятся 21 модуль двигателя и 1 километр кабеля. В нижней части скульптуры находятся небольшие зеркала, создающие ощущение, что голова парит в невесомости. В ночное время скульптура подсвечивается разноцветной иллюминацией, а в холодную погоду на неё надевается специальный чехол.
«Голова Франца Кафки» — не первая движущаяся работа Давида Черни. По тому же принципу устроена его инсталляция «Метаморфозы» в Шарлотте (Северная Каролина), созданная в 2007 году. Решение создать скульптуру Кафки именно как произведение кинетического искусства Черни объяснил тем, что именно движение наиболее точно передаёт личностные особенности писателя.
Стоимость создания и установки скульптуры составила 30 миллионов чешских крон и была оплачена CPI Property Group — владельцем торгового центра «Quadrio».